# باشگاه فوتبال هوکایدو کونسادول ساپورو
هوکایدو کونسادول ساپورو (به ژاپنی: 北海道コンサドーレ札幌) یک باشگاه فوتبال در شهر ساپورو٬ جزیرهٔ هوکایدو٬ واقع در کشور ژاپن می‌باشد که در جی‌لیگ بازی می‌کند.
این باشگاه در سال ۱۹۳۵ میلادی پایه‌گذاری شده است.

## پیوند به بیرون

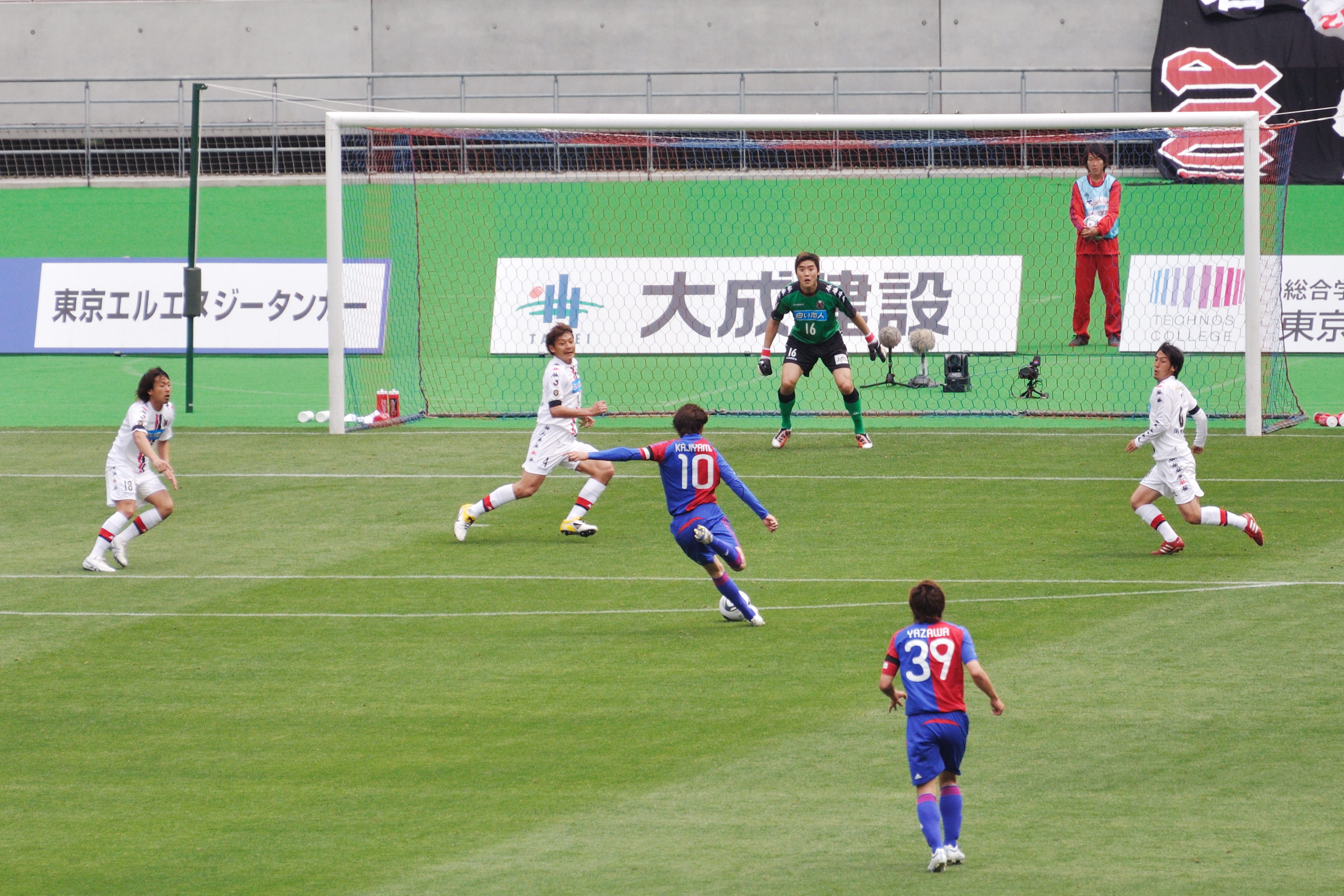
مسابقۀ بین دو تیم کونسادول ساپورو و اف‌سی توکیو

## بازیکنان برجسته
- جید نورث
- هالک
- ژوبرت آراخو مارتینز
- روبرت دا سیلوا آلمیدا
- en:Danilson Córdoba
- en:Irfan Bachdim
- خورخه دلی والدس
- امرسون شیک
- لی کونگ وین